# Aderus rubrocinctus
Aderus rubrocinctus is een keversoort uit de familie schijnsnoerhalskevers (Aderidae). De wetenschappelijke naam van de soort werd in 1936 gepubliceerd door Heberdey.